# Дик, Урс
Урс Дик (нем. Urs Dick; род. 9 октября 1960) — швейцарский кёрлингист, четвёртый и скип в составе команды Швейцарии на Олимпийских играх 1992 (где кёрлинг был представлен как демонстрационный вид спорта). Тренер по кёрлингу.

## Достижения
- Зимние Олимпийские игры: золото (1992; демонстрационный вид спорта).
- Чемпионат Европы по кёрлингу: бронза (1992).
- Чемпионат Швейцарии по кёрлингу среди смешанных команд: золото (1993)[2].

## Команды
| Сезон                                          | Четвёртый  | Третий          | Второй          | Первый          | Запасной     | Турниры            |
| ---------------------------------------------- | ---------- | --------------- | --------------- | --------------- | ------------ | ------------------ |
| 1979—80                                        | Рико Зимен | Томас Клей      | Юрг Дик         | Урс Дик         |              | ЧМЮ 1980 (7 место) |
| 1991—92                                        | Урс Дик    | Юрген Дик       | Роберт Хюрлиман | Томас Клей      | Петер Деппен | ЗОИ 1992 (демо)    |
| 1992—93                                        | Урс Дик    | Юрген Дик       | Роберт Хюрлиман | Петер Деппен    |              | ЧЕ 1992            |
| 1994—95                                        | Урс Дик    | Юрген Дик       | Роберт Хюрлиман | Томас Клей      |              |                    |
| Кёрлинг среди смешанных команд (mixed curling) |            |                 |                 |                 |              |                    |
| 1992—93                                        | Урс Дик    | Николь Штраузак | Роберт Хюрлиман | Tatjana Stalder |              | ЧШСК 1993          |

(скипы выделены полужирным шрифтом)

## Результаты как тренера национальных сборных
| Год  | Турнир                                        | Сборная                 | Место |
| ---- | --------------------------------------------- | ----------------------- | ----- |
| 2013 | Чемпионат мира по кёрлингу среди юниоров 2013 | Швейцария (юниоры жен.) | 8     |